# Waiblingen Challenger 1988
Il Waiblingen Challenger 1988 è stato un torneo di tennis facente parte della categoria ATP Challenger Series nell'ambito dell'ATP Challenger Series 1988. Il torneo si è giocato a Waiblingen in Germania dal 9 al  maggio 1988 su campi in terra rossa.

## Vincitori

### Singolare
Roland Stadler ha battuto in finale  Frank Dennhardt con il punteggio di 6–4, 6–4

### Doppio
Rikard Bergh /  Julian Barham hanno battuto in finale  Ugo Colombini /  Simone Colombo con il punteggio di 6–4, 7–5